# 甘德拉布里
47°43′0″N 29°50′39″E / 47.71667°N 29.84417°E
漢德拉布里（烏克蘭語：Гандрабури）是位於烏克蘭西南部的村莊，由敖德萨州波季利斯克区的阿南伊夫市鎮負責管轄。該村始建於1776年，面積16.72平方公里，海拔高度82米，2001年人口2,744，人口密度每平方公里164.11人。